# 瑞隆感应塔
瑞隆感应塔位于浙江省台州市黄岩区东城街道九峰山下。塔建于五代吴越建隆四年（963年），塔高35.2米，共七层，平面八边形，为砖木结构仿楼阁式砖塔。1982年2月公布为黄岩县县级重点文物保护单位，1997年8月29日列入浙江省文物保护单位，2013年5月列入第七批全国重点文物保护单位。

## 周边环境
位于黄岩九峰公园内，周围松柏参天，塔东南为九峰书院旧址。

## 建筑形制
塔八面七级，石砌须弥座。各层都有塔檐、平座，各层平面逐层收分，塔身各层、各面均有圭角形门窗洞口。每层塔檐均施斗拱，每一层斗拱都做补间一朵，转角一朵，斗拱都出单抄，上承一斗三升。每层平座不施斗拱，做叠涩式。